# Rotsnaald
Een rotsnaald is een vrijstaande rots die beduidend smaller is dan ze hoog is. Om de naam waardig te zijn moet een rots niet naald dun maar wel smal opgaand zijn.
Wanneer rotsen breder van vorm zijn, worden ze rotspilaren genoemd zoals bij de Griekse kloosterrotsen van Meteora bij Kalampaka in Thessalië. 
Staan ze langs de kustlijn in het water dan worden ze ook brandingspilaar of stack genoemd zoals L’Aiguille in het Franse Etretat.
Naast solitaire exemplaren bestaan er ook groepen van rotsnaalden en rotspilaren. 

## Rotsnaalden
- de rotsnaalden van Reynisfjara in IJsland
- de Prachovské skály in Tsjechië

Solitaire voorbeelden
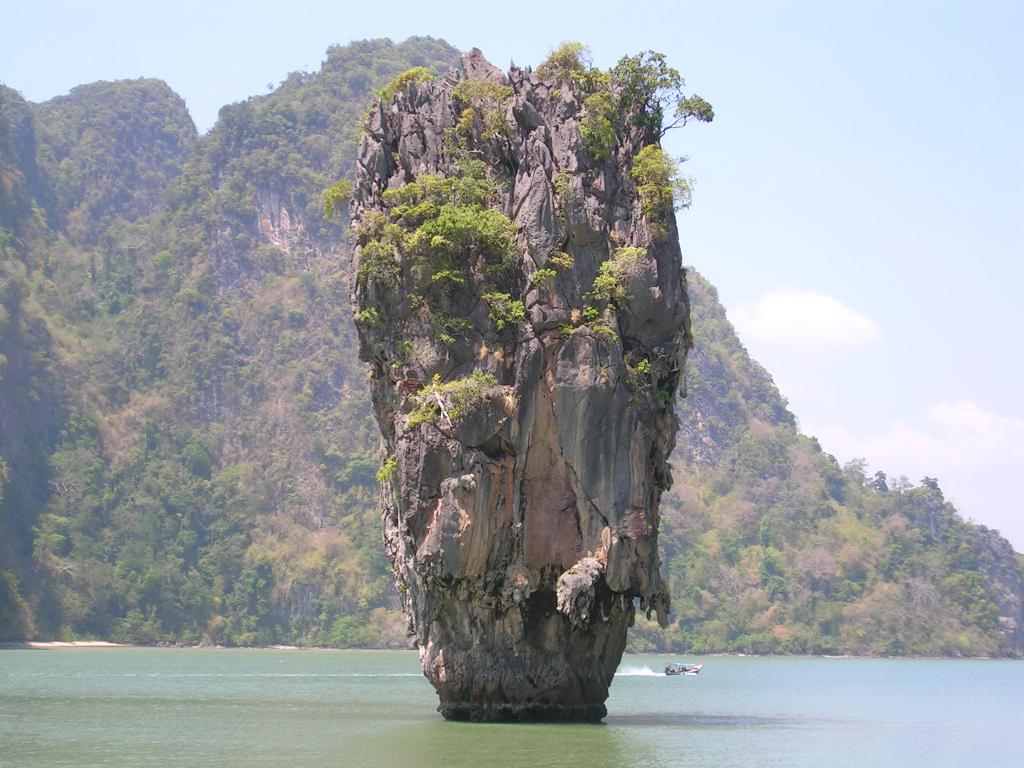
Khao Tapu (20 m), alias James Bond-eiland voor Khao Phing Kan, Thailand
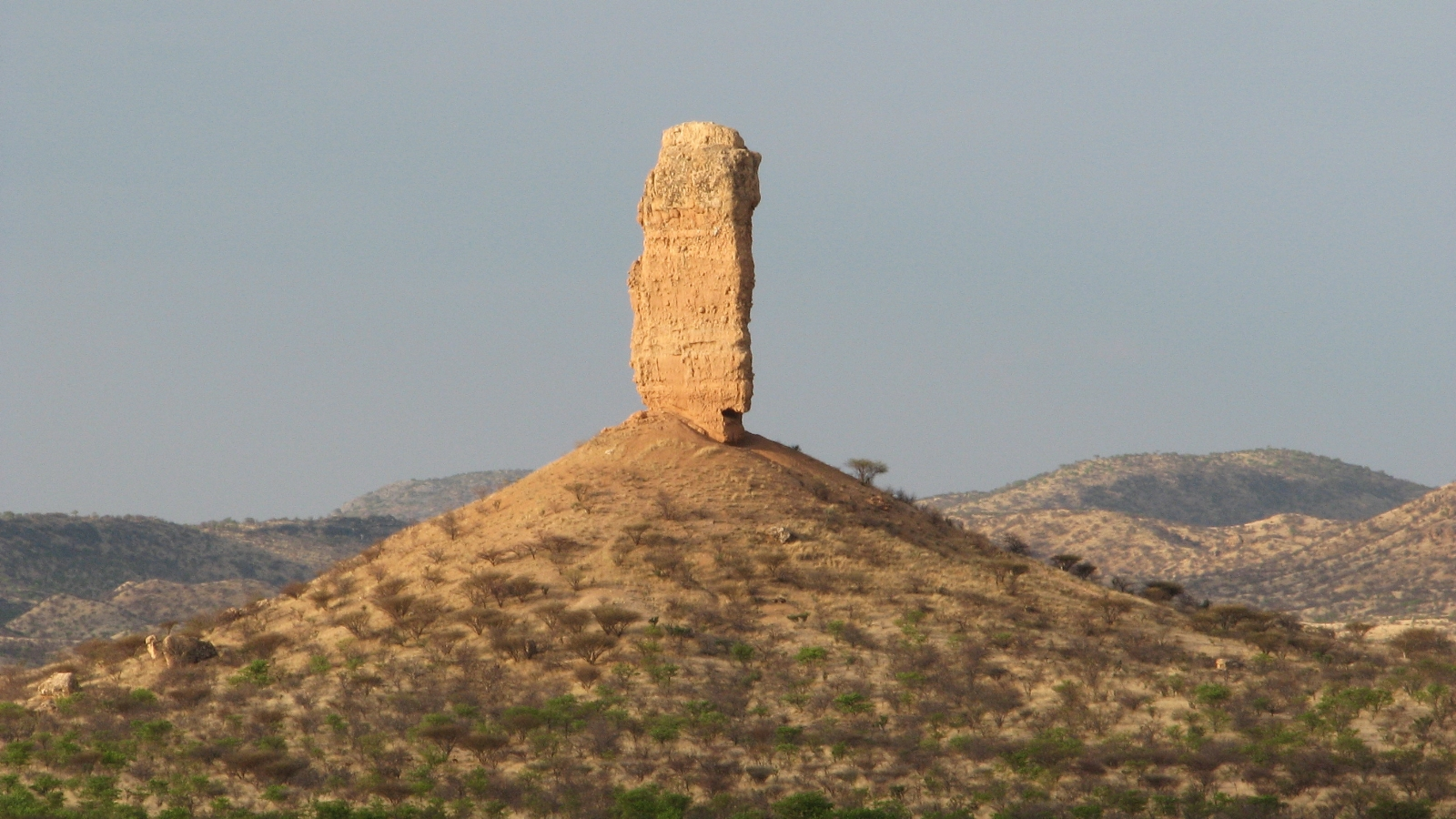
Vingerklip (35 m), Namibië
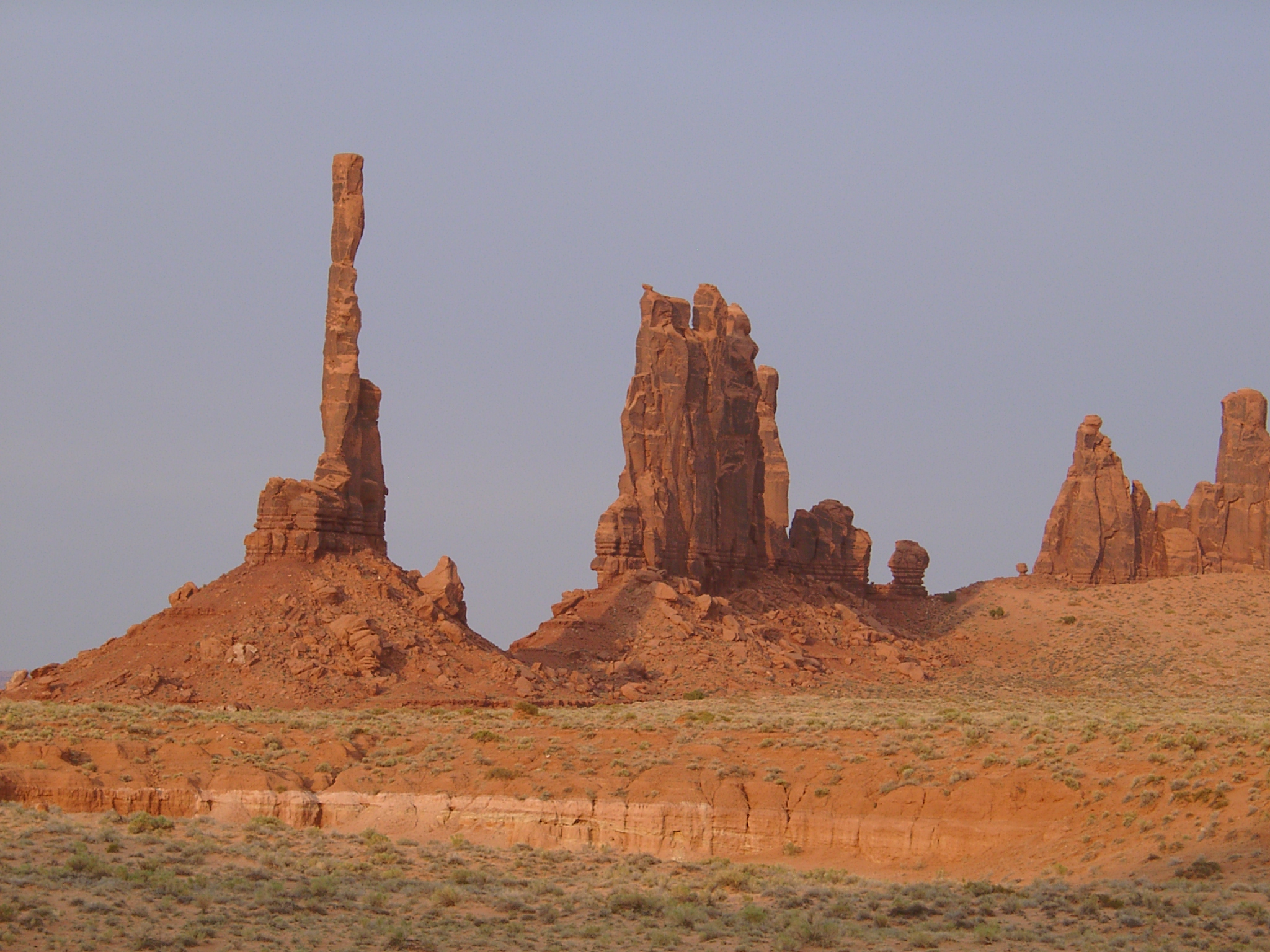
Totem Pole (137 m) in Monument Valley, Verenigde Staten